# Магомедов, Магомед Абдуллаевич
Магоме́д Абдулла́евич Магоме́дов (10 сентября 1950, Акуша, ДАССР, СССР — 15 апреля 2013, Махачкала) — российский дагестанский государственный деятель, глава администрации г. Махачкалы (1993—1998).

## Биография
Магомед Магомедов родился 10 сентября 1950 года в селе Акуша Акушинского района. Отец Магомеда Магомедова, будучи выходцем из лакского селения Уллучара, работал в райцентре Акуша. Магомед с детства в совершенстве знал лакский, русский и даргинский язык. Был активистом в школе, избирался председателем совета пионерской дружины и комсомольским вожаком.
После окончания школы хотел ехать учиться юридическом вузе в Саратов, отец настаивал на медицинском. Однако из-за финансовых трудностей ему пришлось поступить на факультет промышленно-гражданского строительства Дагестанского государственного политехнического института (ныне Дагестанский государственный технический университет). Работал по направлению старшим инженером Управления капитального строительства Министерства сельского хозяйства Дагестанской АССР.
В 1974 году призван в Вооружённые силы СССР, получил звание старшего лейтенанта. После окончания службы в армии продолжил работу по специальности в РСУ-2 Махачкалинского горремстройтреста. Затем там же председателем объединённого профкома. После выступления в 1979 году на партийно-хозяйственном активе Акушинского района его политическая карьера пошла вверх. С 1979 по 1990 год работал в партийных органах.
В 1979—1980 годах — инструктор Советского РК КПСС, заведующий отделом Махачкалинского горкома КПСС, второй секретарь Ленинского районного комитета КПСС. В 1988 году окончил Ростовскую высшую партийную школу.
В 1990—1992 годах — председатель Ленинского райсовета народных депутатов. С октября 1993 по февраль 1998 года был председателем Махачкалинского горсовета народных депутатов, главой администрации г. Махачкалы.
С 1996 года — депутат Народного Собрания РД. В 1997 году окончил Институт бизнеса и права в Махачкале по специальности юриспруденция. После ухода с должности главы администрации г. Махачкалы возглавил Комитет Народного собрания РД по бюджету, финансам и налогам. В конце 1998 года стал у истоков создания в республике системы государственной регистрации прав на недвижимое имущество. До 2005 года был Председателем Республиканской Регистрационной Палаты-главным государственным регистратором прав Республики Дагестан. С января 2005 года был заместителем руководителя Управления Федеральной регистрационной службы по РД..
Был женат, имел двоих детей и пятерых внуков (2010 г.). В 1998 году в Махачкале был похищен сын Магомедова. Требуя огромный выкуп, похитители отрубили ему палец. Семье то и дело присылали кассеты со сценами издевательства над ребёнком. Жене Магомеда Магомедова даже пришлось встречаться и вести переговоры по освобождению с Арби Бараевым. Через год поисков сына нашли в Дагестане.
Отмечен благодарственными письмами Президента Российской федерации, Почетной грамотой Республики Дагестан, медалью «В память 200-летия Минюста России». Присвоено звание «Заслуженный юрист Республики Дагестан».
Скончался 15 апреля 2013 года на 63-м году жизни после тяжелой продолжительной болезни.